# Andromeda XIX
Andromeda XIX (And XIX) – galaktyka karłowata w gwiazdozbiorze Andromedy. Jest satelitą Galaktyki Andromedy i leży w odległości około 187 kiloparseków (ok. 610 tysięcy lat świetlnych) od niej. Należy do Grupy Lokalnej.
Jest stosunkowo dużą galaktyką karłowatą – jej promień półświatła wynosi około 6 minut kątowych, co odpowiada około 1680 parsekom (5,5 tys. lat świetlnych). Średni promień półświatła galaktyk karłowatych w Grupie Lokalnej jest o rząd wielkości mniejszy i wynosi około 150 parseków, przy czym prawie żadna nie osiąga 550 pc. W momencie odkrycia And XIX była największą znaną galaktyką karłowatą w Grupie Lokalnej.
Odkryta w 2008 wraz z Andromedą XVIII i Andromedą XX na zdjęciach wykonanych przez Teleskop Kanadyjsko-Francusko-Hawajski.